# Teachers College de l'université Columbia
Le Teachers College de l'université Columbia ( TC ) est une faculté d'éducation de l'université Columbia. Fondée en 1887, la faculté constitue le département de l'éducation de l'université de Columbia depuis 1898. Le TC est associé à l'université Columbia peu de temps après sa fondation puis fusionne avec l'université. Il est la plus ancienne et la plus grande école d'études supérieures en éducation américaine.

## Histoire

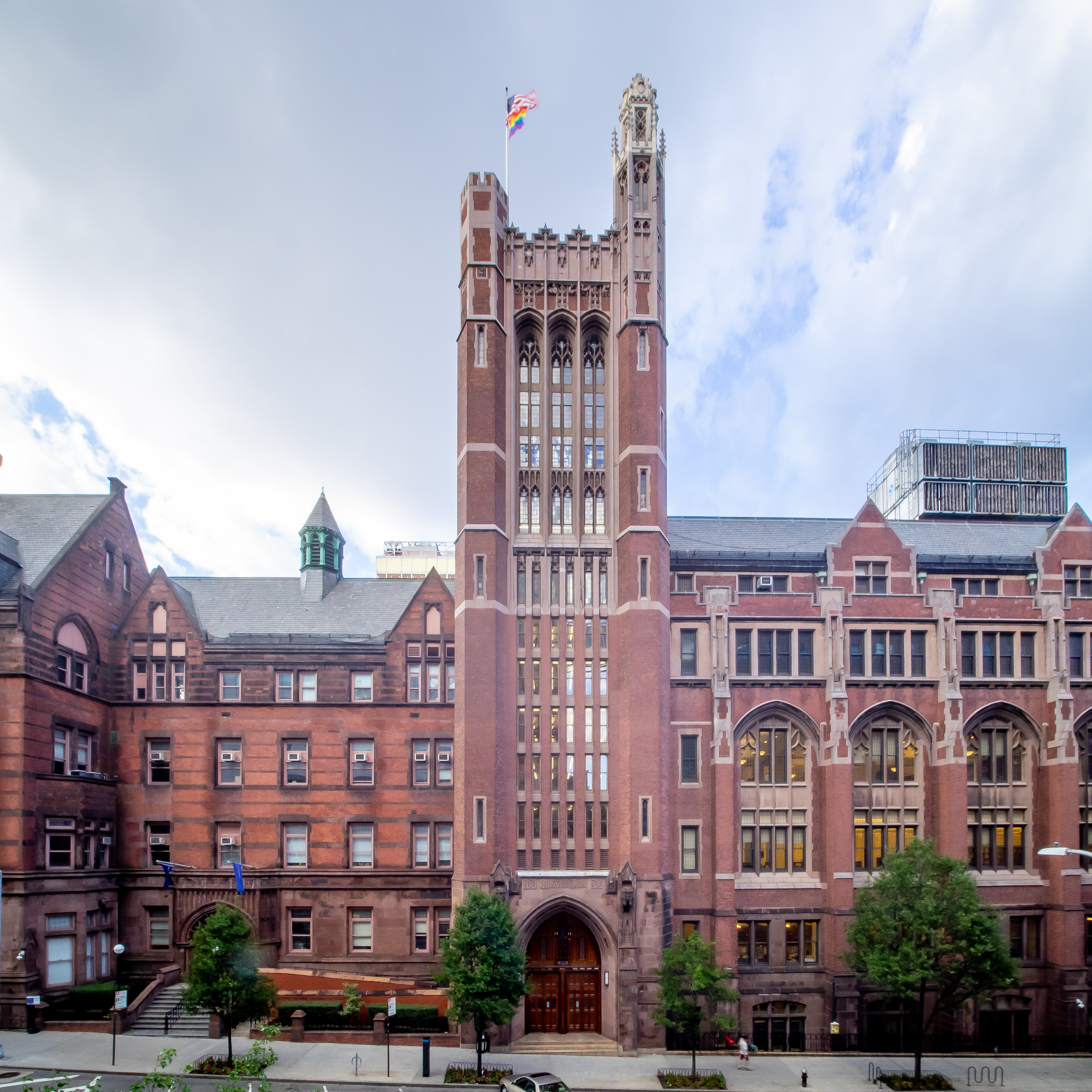
Russell Hall.

La Kitchen Education Association (KEA) est fondée en 1880 par la philanthrope Grace Hoadley Dodge. L'objectif de l'association était de remplacer les ustensiles de cuisine miniatures par d'autres jouets adaptés à l'âge des filles de la maternelle, Elle prend en 1884 le nom d'Industrial Education Association (IEA). L'institution s'installe en 1887 dans l'ancien bâtiment de l'Union Theological Seminary sur University Place et fonde l'école privée mixte Horace Mann School.
En 1887, William Vanderbilt Jr. dote l'IEA et, avec le soutien de Dodge, il nomme Nicholas Butler comme nouveau président de l'IEA,. L'IEA assure la formation d'enseignants de New York à partir de 1887-1888, rentrée pour laquelle sont inscrits quatre-vingt-six étudiants. L'IEA prend le nom de New York School for the Training of Teachers,. La faculté obtient une charte des régents de l'université de New York.

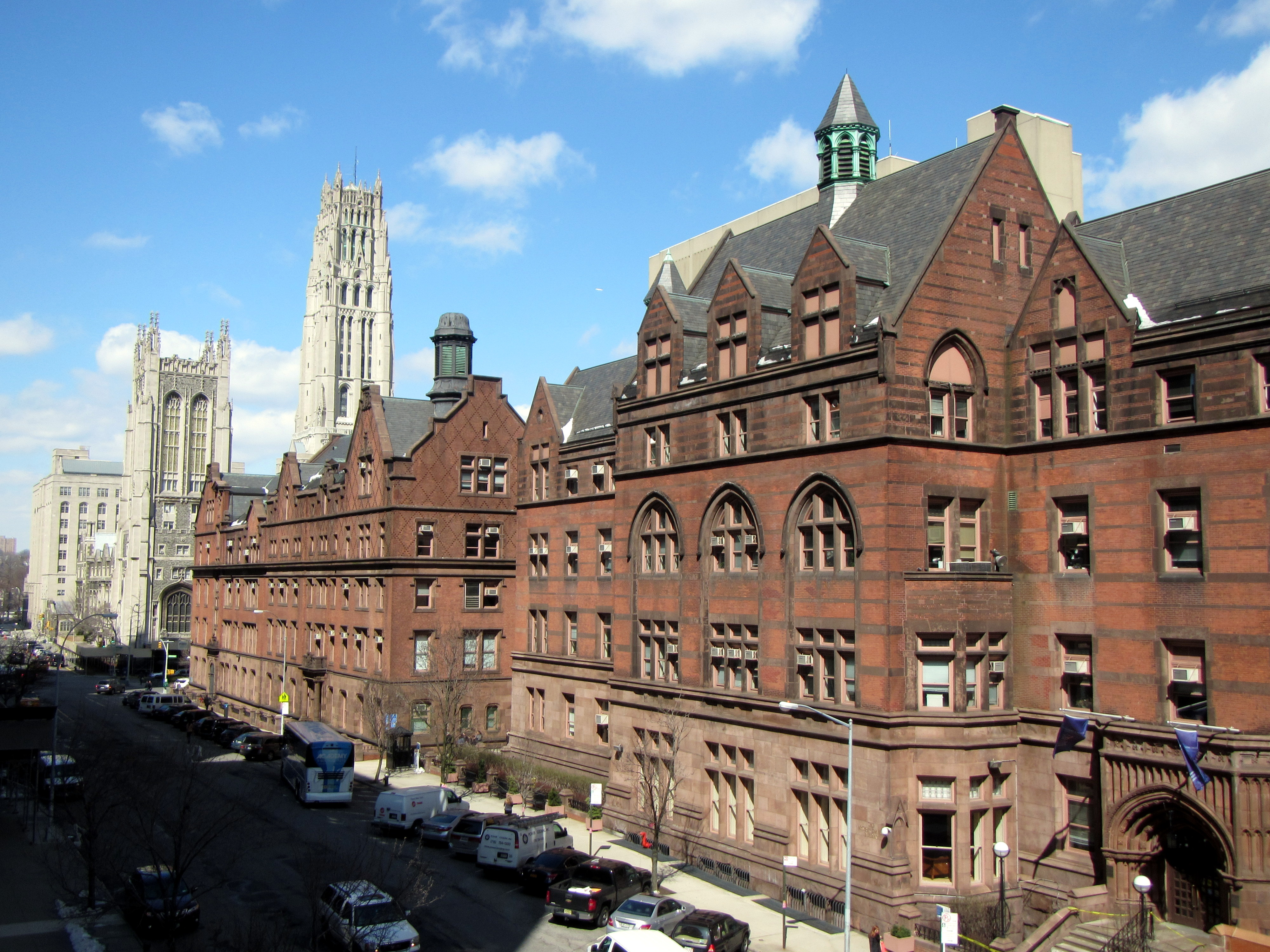
Bâtiments du Teachers College sur Broadway et la 120e rue.

Le collège est affilié à l'université Columbia dès 1898 en tant qu'institut de formation des enseignants,. Un nouveau bâtiment pour la Horace Mann School est édifié en 1899 puis le Frederick Ferris Thompson Memorial Hall est construit entre 1902 et 1904. Une résidence universitaire, Whittier Hall, est construite en 1900-1901. La promotion de 1911 compte 686 étudiants.
Parmi les anciens élèves et anciens professeurs connus figurent John Dewey, Art Garfunkel, Dr Ruth Westheimer (Dr Ruth), Carl Rogers, Margaret Mead, Bill Campbell, Georgia O'Keeffe, Edward Thorndike, Rollo May, Donna Shalala, Albert Ellis, William Schuman (ancien président de la Juilliard School ), Lee Huan (Premier ministre de la république de Chine), Shirley Chisholm (première afro-américaine élue au Congrès),,.
John Dewey y est professeur de 1904 jusqu'à sa retraite en 1930.

## Programmes d'études
L'école propose des diplômes de maîtrise ès arts (MA), de maîtrise en éducation (Ed.M.), de maîtrise en sciences (MS), de doctorat en éducation (Ed.D.) et de doctorat en philosophie (PhD) dans plus de soixante programmes de étude.
Pour 2023, US News & World Report a classé le Teachers College, Columbia University, n ° 7 parmi les écoles supérieures d'éducation aux États-Unis.
Les diplômés du Teachers College reçoivent des diplômes de l'université Columbia.

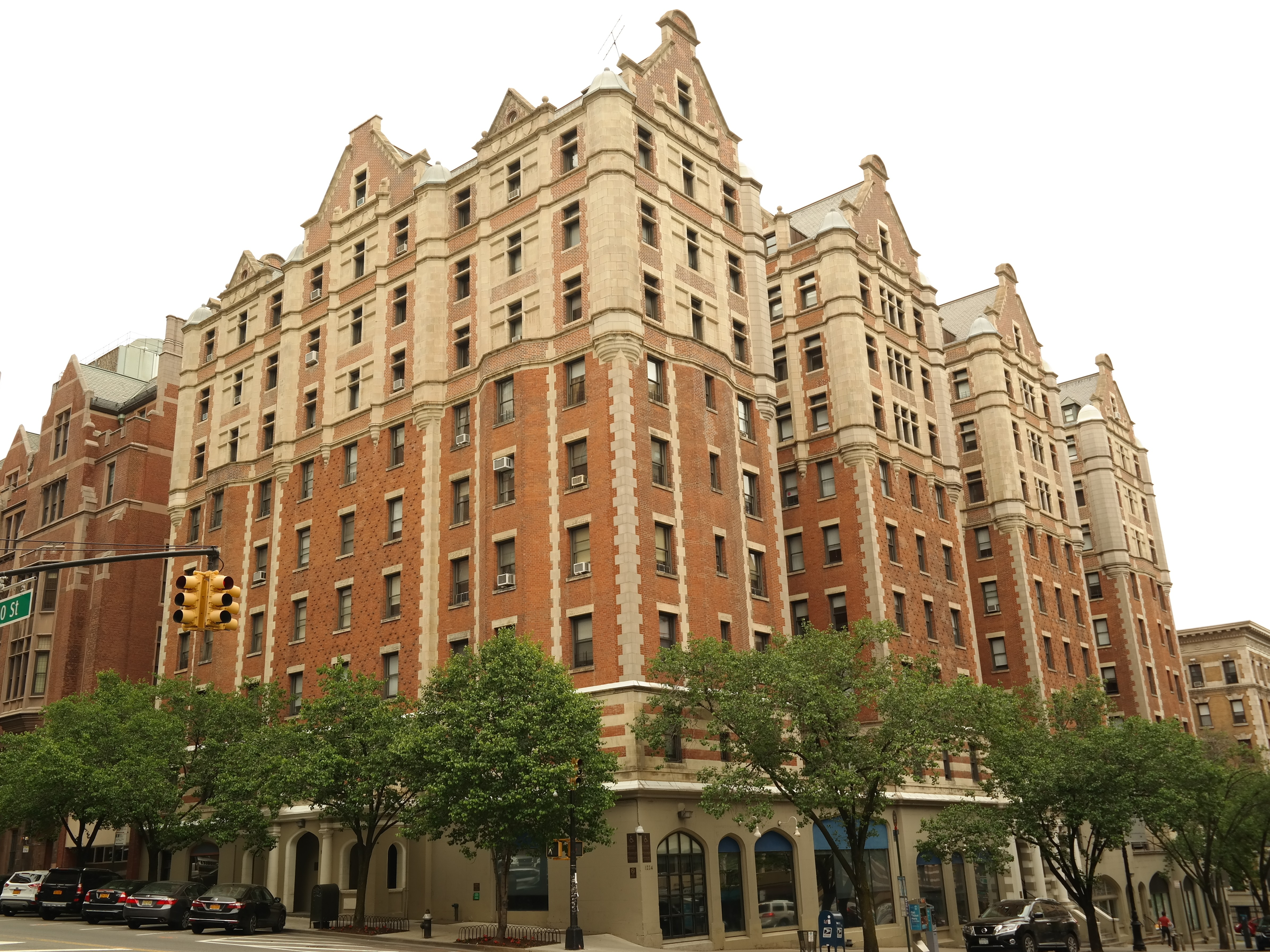
Salle Whittier.

Le collège dispose de plusieurs résidences universitaires. Il s'agit du 517 West 121st, Grant Hall et Whittier Hall Lowell Hall et Seth Low Hall ont des logements pour les professeurs.
Le collège publie Teachers College Record depuis 1900 et The Hechinger Report, depuis 2010. En 1997, La revue Current Issues in Comparative Education (CICE), est en libre accès.
Une maison d'édition, Teachers College Press, est fondée en 1904.

## Personnalités liées au collège

### Présidents
|     | Président               | Mandat      |
| --- | ----------------------- | ----------- |
| 1.  | Nicholas M. Butler      | 1889–1891   |
| 2.  | Walter L. Hervey        | 1893–1897   |
| 3.  | James Earl Russel       | 1898–1926   |
| 4.  | William Fletcher Russel | 1927–1954   |
| 5.  | Hollis L. Caswell       | 1954-1962   |
| 6.  | John Henry Fischer      | 1962-1974   |
| 7.  | Laurent A. Cremin       | 1974-1984   |
| 8.  | Philip M. Timpané       | 1984–1994   |
| 9.  | Arthur E. Levine        | 1994–2006   |
| 10. | Susan Fuhrman           | 2006-2018   |
| 11. | Thomas R. Bailey        | Depuis 2018 |

### Enseignants
- Henry Landau, mathématiques
- Henry O. Pollak, mathématiques
- Michael Rebell, droit et pratique pédagogique
- Robert S. Siegler, psychologie et éducation
- Erica Walker, mathématiques et éducation
- Ruth Westheimer, professeure adjointe, Département d'études internationales et transculturelles[20],[21]
- Morton Deutsch, psychologue
- John Dewey, philosophe
- Arthur Wesley Dow, éducation artistique
- Virginia Henderson, infirmière
- William H. Kilpatrick, philosophe de l'éducation
- Margaret Mead, anthropologue
- Nel Noddings, philosophe de l'éducation
- Donna Shalala, secrétaire d'État à la Santé et aux Services sociaux
- David Eugene Smith, professeur de mathématiques et d'enseignement des mathématiques
- Edward Thorndike, psychologue
- Robert L. Thorndike, psychologue

Présidents et enseignants
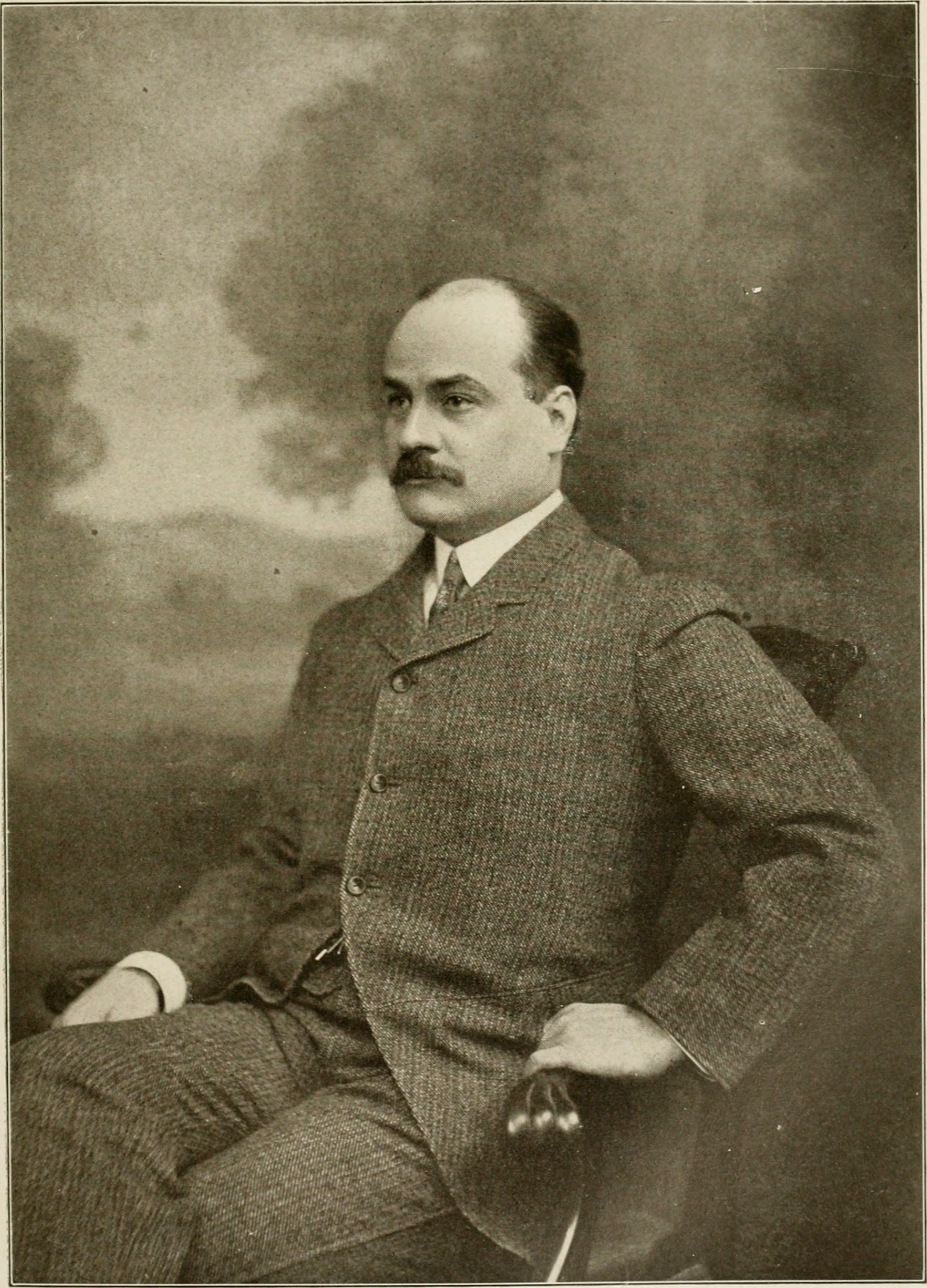
Nicholas Butler, premier président.
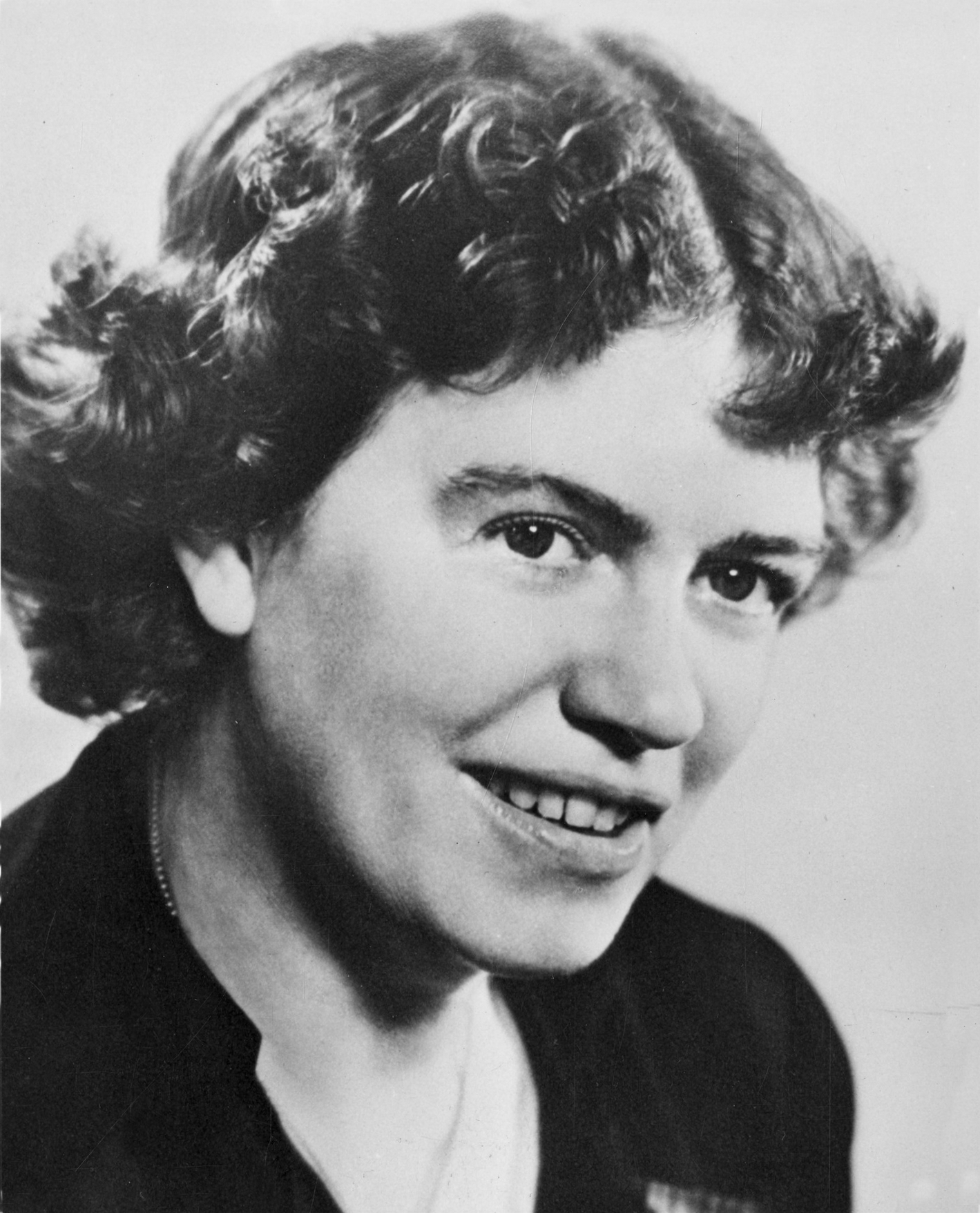
Margaret Mead
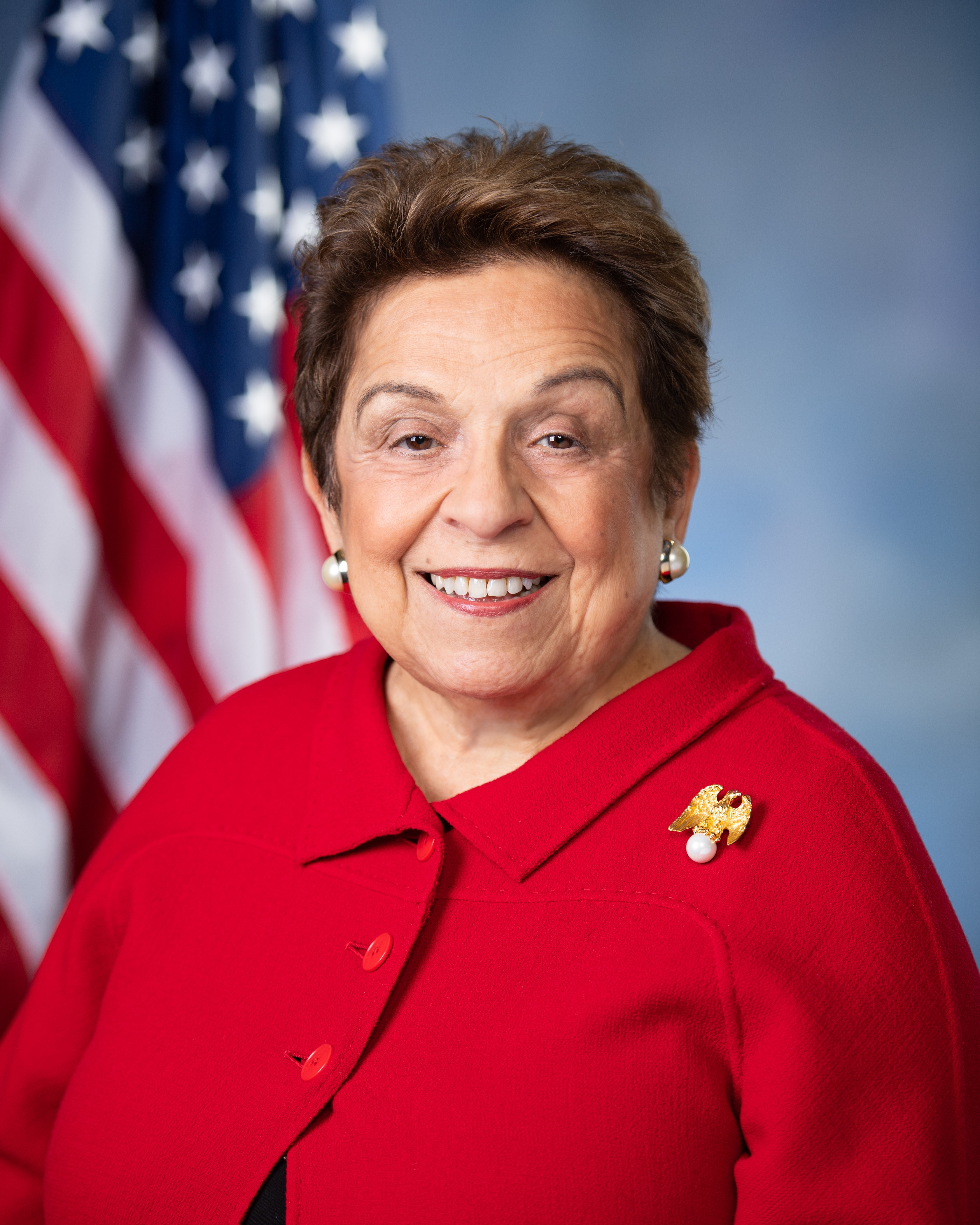
Donna Shalala
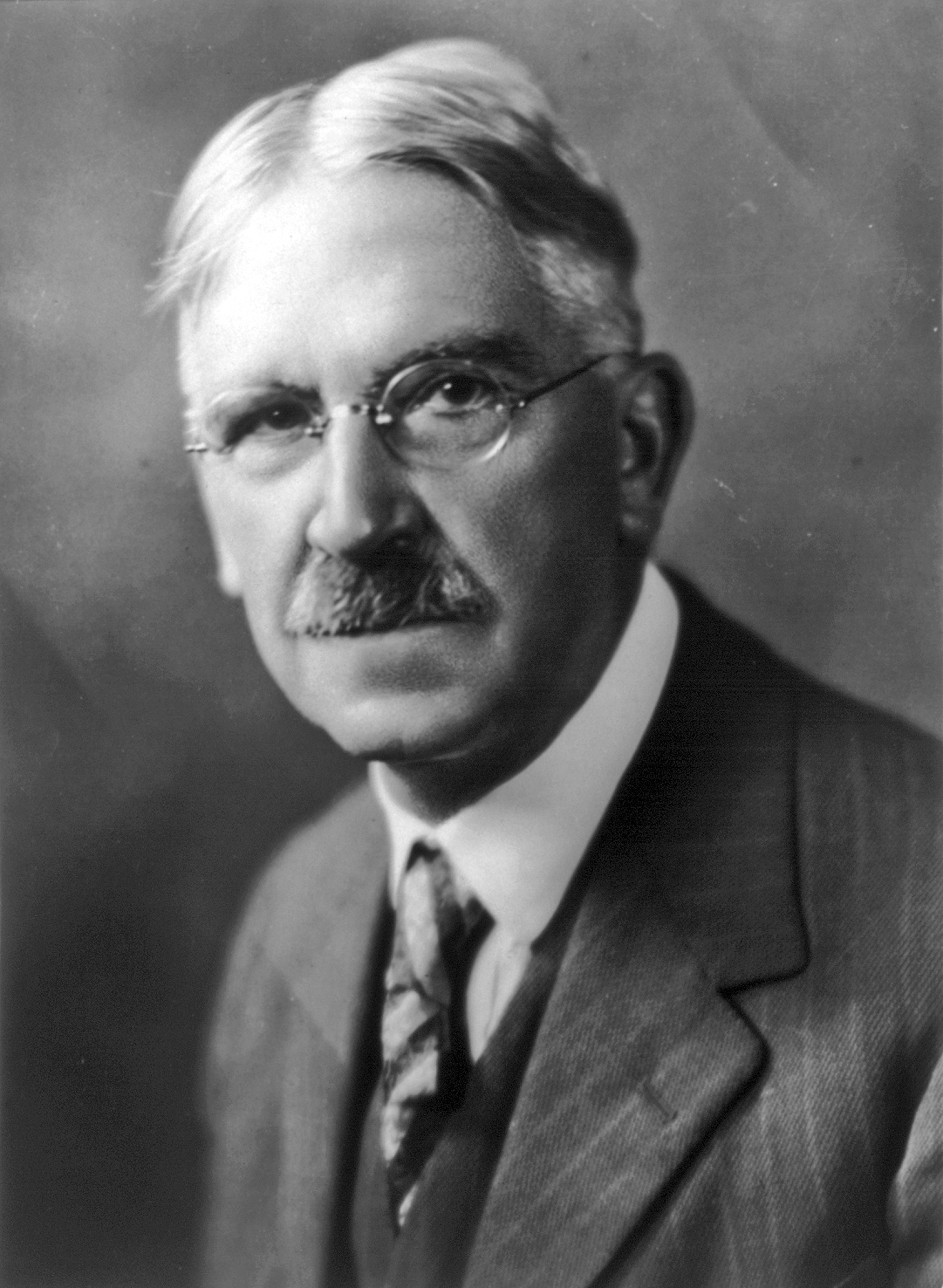
John Dewey

### Étudiants

Étudiants
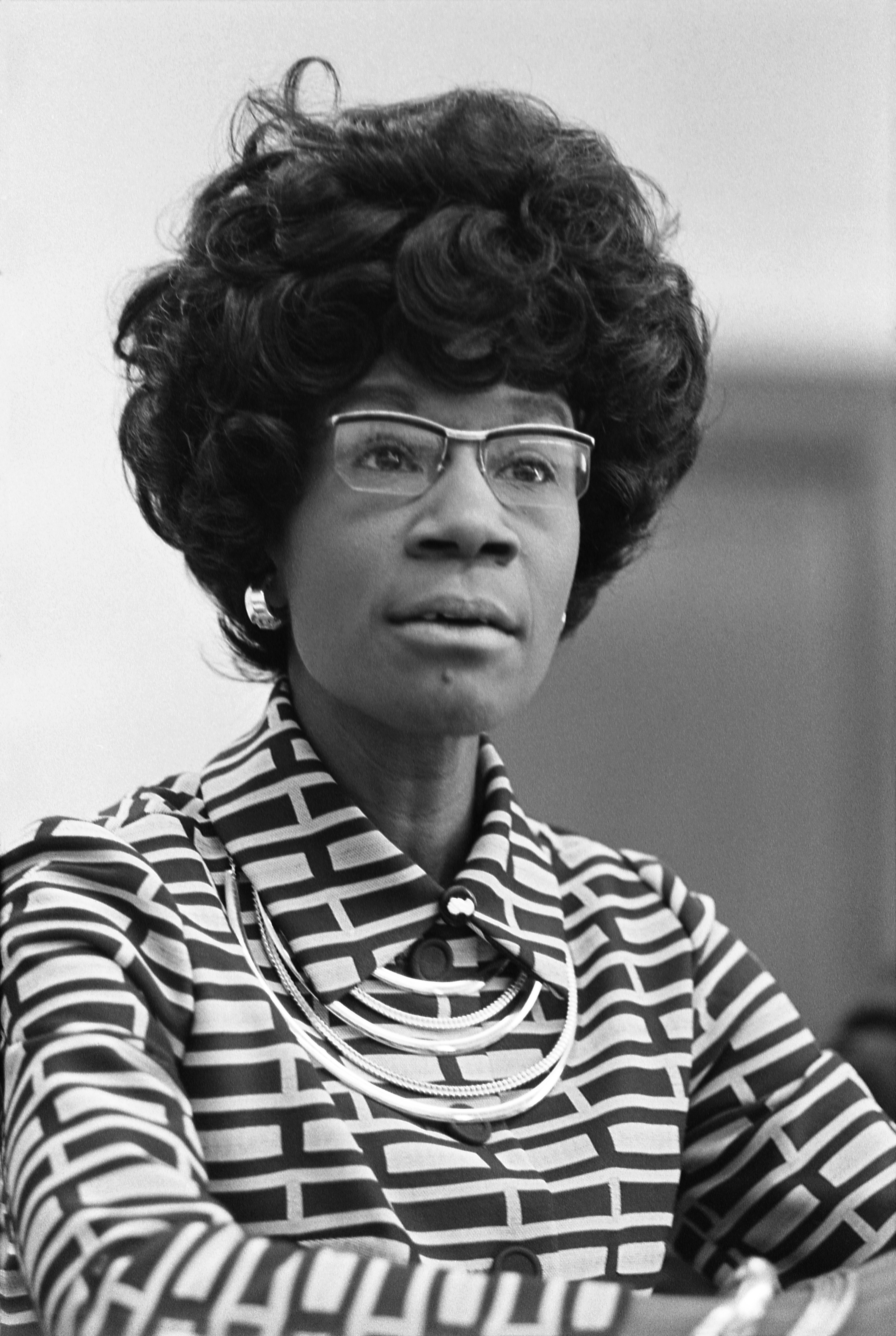
Shirley Chisholm
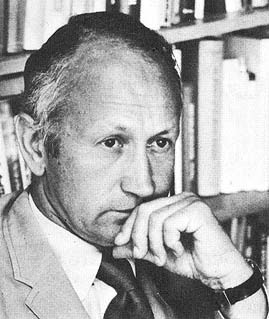
Norman Cousins
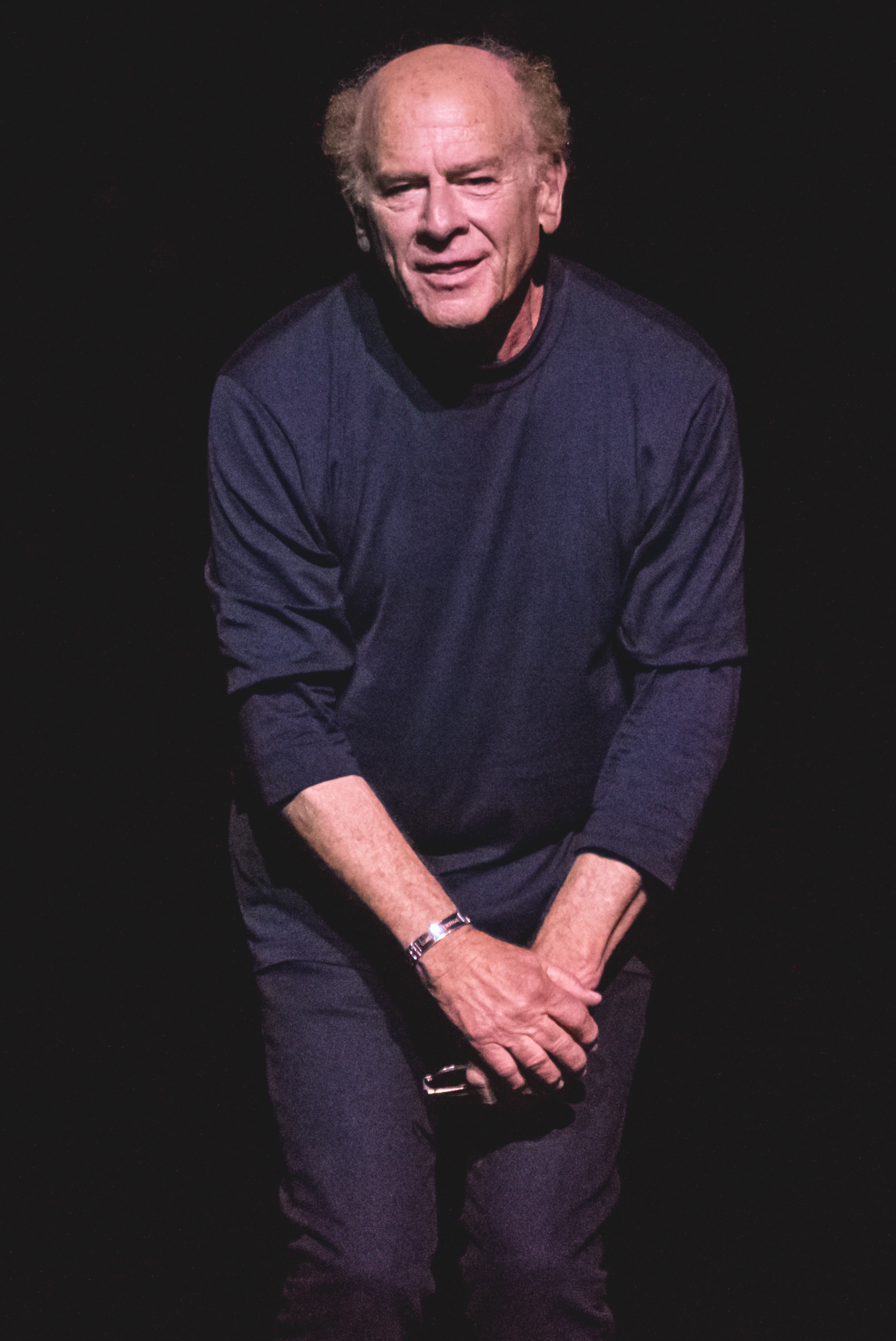
Art Garfunkel
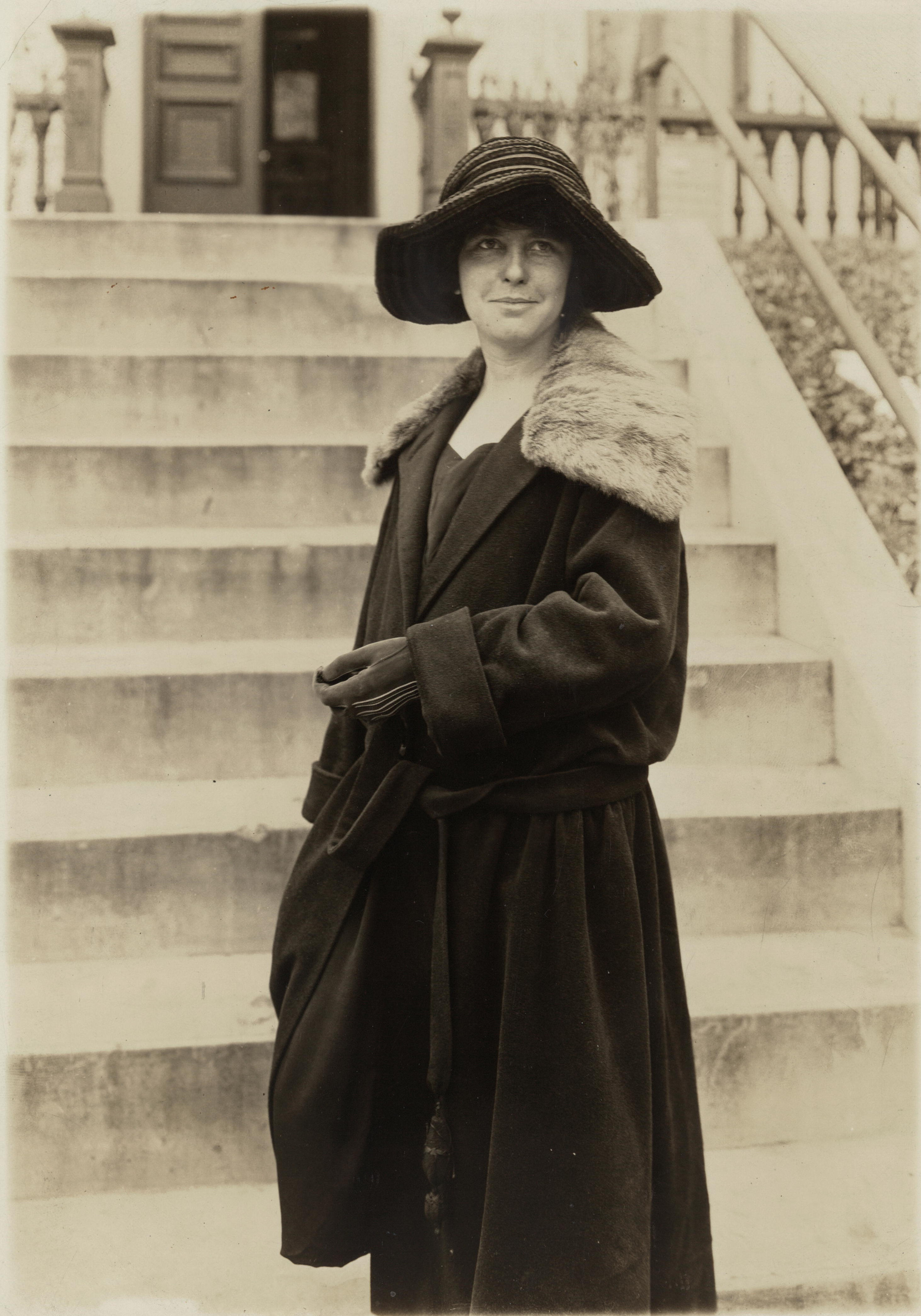
Anita Pollitzer
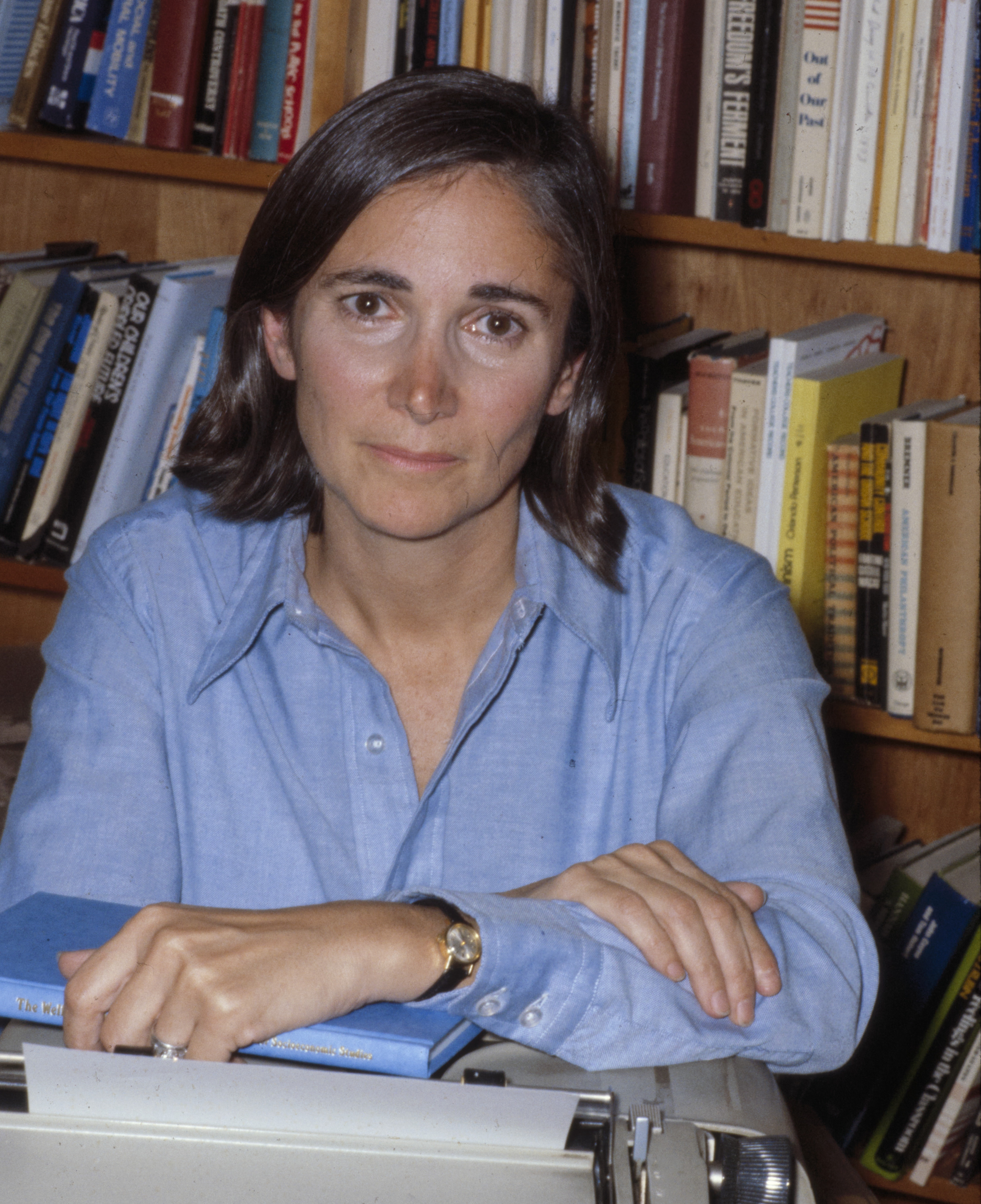
Diane Ravitch
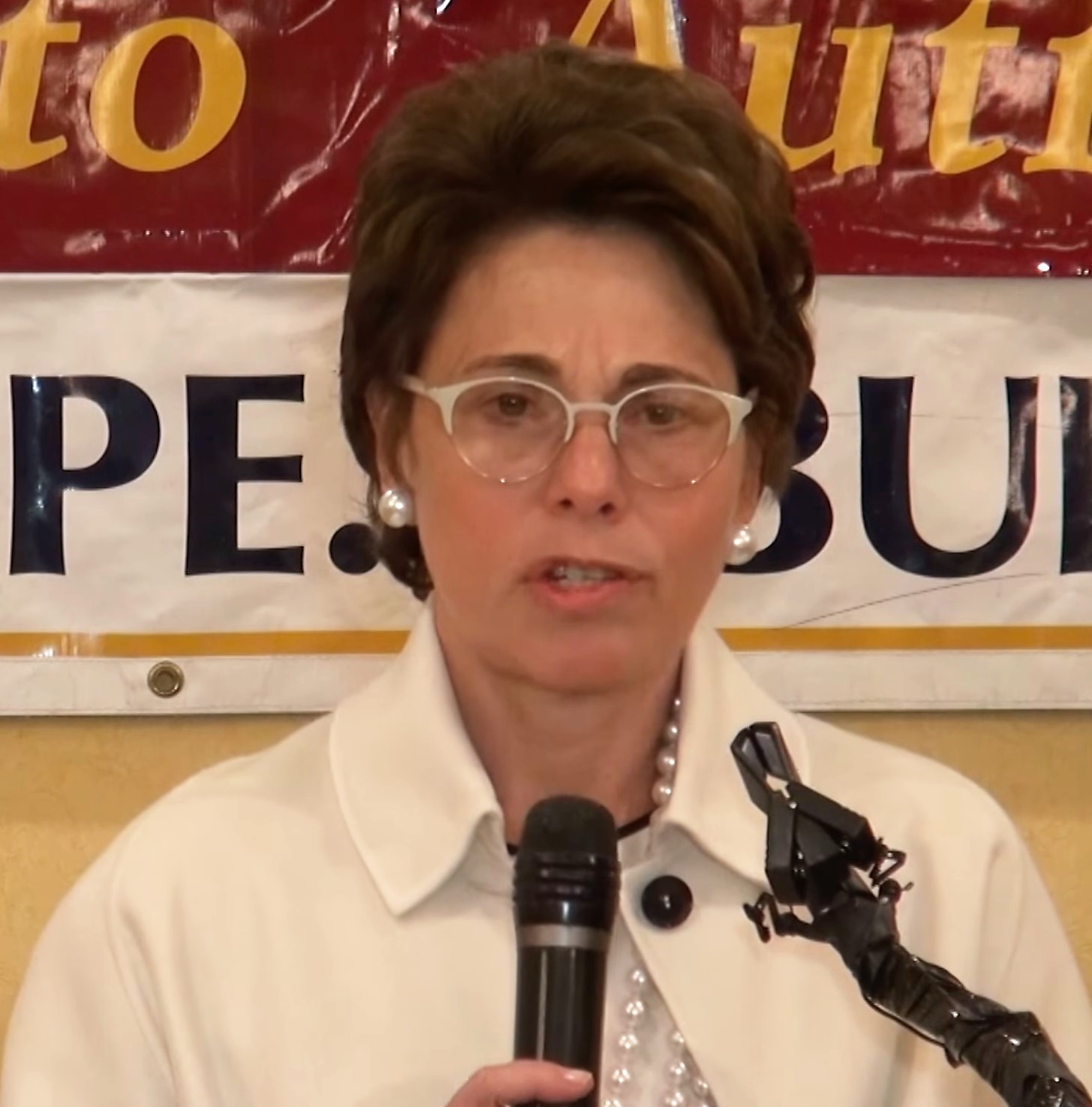
Merryl Tisch

- Charles Alston (M.F.A. 1931), artiste
- Hafizullah Amin (M.A.), président de l'Afghanistan
- Faye Glenn Abdellah, 1919-2017, amirale
- Nahas Gideon Angula (M.A. 1978; Ed.M. 1979), Premier ministre de Namibie
- Mary Antin (1902), militants des droits des personnes immigrées ; autrice deThe Promised Land
- William Ayers (Ed.M.; Ed.D. 1987), Fondateur de Weather Underground; professeur d'éducation
- Carolyn Sherwin Bailey (1896), autrice de Miss Hickory (en), lauréate de la Médaille Newbery.
- Zhang Boling (1917), Fondateur et président chinois de l'Université de Nakai
- Moritz von Bomhard (1908-1996), chef d'orchestre d'origine allemande
- Donald Byrd (PhD 1982), trompettiste de jazz et de jazz fusion, professeur de musique
- William Vincent Campbell Jr. (Ed.M. 1974), président du conseil d’administration de Columbia University
- P. C. Chang (PhD), philosophe et diplomate
- Shirley Chisholm (M.A. 1952), première femme afro-américaine élue au Congrès et ancienne candidate à la présidentielle.
- Ella Cara Deloria (B.S. 1915), Yankton Sioux ethnologue
- Marjorie Housepian Dobkin (M.A.), autrice ; professeur et doyenne du Barnard College
- Aaron Douglas (M.A. 1944), peintre; illustrateur; professeur d'art visuel et figure majeure de la Renaissance de Harlem.
- Albert Ellis (M.A. 1943; PhD 1947), thérapeute du comportement cognitif
- Rudolf Flesch (PhD 1955), Auteur d'origine autrichienne; inspira Dr. Seuss pour écrire Le Chat Chapeauté
- Art Garfunkel (M.A. 1967), chanteur (membre Rock and Roll Hall Of Fame); poète et acteur
- Haim Ginott, psychologue et psychothérapeute pour enfants et conseillère en parentalité.
- Tsuruko Haraguchi (PhD 1912), psychologue
- Virginia Henderson (B.S. 1932; M.A. 1934), infirmière; chercheuse; théoricienne; "la première dame des soins infirmiers"
- Olivia Hooker (M.A. 1947), première femme afro-américaine à servir au sein de la Garde Côtière des États-Unis
- Thomas Kean (M.A. 1963), ancien gouverneur du New Jersey
- William Heard Kilpatrick (PhD 1912), philosophe de l'éducation; successeur de John Dewey
- John King Jr. (Ed.M.; Ed.D. 2008), 10ème secrétaire à l'Éducation des États-Unis.
- Maya Lawrence (M.A. 2010), escrimeuse olympique
- Sid Luckman, quarterback dans le Pro Football Hall of Fame
- Agnes Martin (B.A. 1942), artiste
- Rollo May (PhD 1949), psychologue existentiel
- Jiang Menglin (PhD), président de l'université de Pékin; ministre de l'éducation de République de Chine.
- Georgia O'Keeffe (1914), artiste
- Raphael Montañez Ortiz (Ed.D. 1982), Fondateur d'El Museo del Barrio
- Hildegard Peplau (M.A.; PhD), infirmière et théoricienne qui a conduit à un traitement humains des patients avec des troubles du comportement et de la personnalité.
- Neil Postman (M.A. 1955; Ed.D. 1958), critique culturel
- Soon-Yi Previn (Ed.M.), spécialiste d'éducation spécialisée
- Henrietta Rodman (1904), professeur et militante féministe; activiste féministe
- Carl Rogers (M.A. 1928; PhD 1931), psychologue
- Martha E. Rogers (M.A. 1945), théoricienne des soins infirmiers ; créatrice de the Science of Unitary Human Beings
- Adolph Rupp (M.A.), membre du Basketball Hall of Fame, entraineur de l'université du Kentucky
- William Schuman (B.S. 1935; M.A. 1937), ancien président de la Juilliard School of Music et du Lincoln Center for the Performing Arts
- Hu Shih (PhD 1917), Philosophe chinois, essayiste et diplomate
- Karl Struss (B.A. 1912), photographe et directeur de la photographie; pionnier des films en 3D
- Elaine Sturtevant (M.A.), artiste.
- Leon Sullivan (M.A. 1947), leader des droits civiques et des droits sociaux;  récipiendaire de la Médaille Présidentielle de la Liberté 1991.
- Hilda Taba (PhD 1932), architecte; théoricien ; réformateur du curriculum et professeur-éducateur
- Alma Thomas (M.A. 1934), peintre impressionniste et professeur d'art
- Edward Thorndike (PhD 1898), psychologue
- Robert L. Thorndike (M.A. 1932; PhD 1935), psychologue
- Doris Ulmann, (B.A 1903-1907) photographe
- Minnie Vautrin (M.A. 1919), enseignante et missionnaire
- Lynd Ward (1926), artiste et romancier
- Ruth Westheimer (Ed.D. 1970), sexologue.
- Henry Wittenberg (M.A.), champion olympique de catch.
- Tao Xingzhi (1917), éducateur et militant politique chinois.
- Anzia Yezierska (1905), romancier américain d'origine polonaise.

Bibliographie
- (en) Andrew Dolkart, Morningside Heights: A History of its Architecture and Development, New York, Columbia University Press, 1998.